# Copa Italia 1989-90
La Copa Italia 1989-90 fue la edición número 42 del torneo. Juventus salió campeón tras ganarle al Milan 1 a 0 en el marcador global de la final.

## Final (ida y vuelta)
|          | Resultado |          |
| -------- | --------- | -------- |
| Juventus | 0 - 0     | Milan    |
| Milan    | 0 - 1     | Juventus |